# Григорян, Грант Арамович
Грант Арамович Григорян (арм. Հրանտ Արամի Գրիգորյան; 13 апреля 1919, Сухум, Сухумский округ — 27 января 1962, Якутск) — советский композитор, педагог и теоретик музыки. Заслуженный деятель искусств Якутской ССР (1957). Заслуженный деятель искусств РСФСР (1958).

## Биография
Родился в Сухуме в 1919 году. Учился в Бакинском музыкальном училище. В 1940—1947 годах проходил воинскую службу на Дальнем Востоке, где в качестве композитора и скрипача служил в ансамбле песни и пляски. После завершения службы Григорян поступил в Московскую консерваторию, которую окончил в 1952 году (класс композиции Е. К. Голубева). В годы учёбы в консерватории работал как над обработками народных мелодий, так и над оригинальными сочинениями в различных национальных стилях.
В 1948 году на концерте художественной самодеятельности Григорян познакомился с искусством исполнения якутского эпоса олонхо. В 1953 композитор, заинтересованный якутским фольклором, переехал на постоянную работу в Якутию. Там он работал в республиканском радиокомитете, преподавал в музыкальном училище, где с 1955 заведовал отделением теории музыки, и изучал музыкальный фольклор. С 1953 по 1961 год композитор совершил восемь экспедиций, в ходе которых собирал народную музыку якутов, эвенков, эвенов, юкагиров, а также русского населения северо-восточных районов Якутии. Записывая фольклор, Григорян не ставил перед собой исключительно исследовательских задач: записи народной музыки он рассматривал в первую очередь как основу для собственного творчества.
По оценке музыковеда Т. В. Павловой, Грант Григорян стал одним из основоположников академической музыки в Якутии, а его техника работы с народной музыкой стала ориентиром для следующих поколений якутских композиторов. За заслуги в развитии музыкального искусства Григоряну были присвоены звания заслуженного деятеля искусств РСФСР (1958) и Якутской АССР (1957).

## Творчество
Грант Григорян — автор оперы «Лоокут и Нюргусун» (1959), оперетты «Цветок Севера» (1961), балета «Камень счастья» (1961). Авторству композитора принадлежат симфонические произведения, произведения для фортепиано, песни и хоры. Для симфонических работ композитора характерно ограниченное применение средств музыкальной выразительности: в произведениях Григоряна преобладает двух- или трёхголосие, в кульминационных моментах партитуры гармонизация зачастую отсутствует вовсе (тема произведения исполняется оркестром в унисон).
В песенном творчестве композитора преобладает гомофонный склад. Мелодика песен Григоряна ограничена мажором или минором, а в гармоническом сопровождении преобладают аккорды терцовой структуры. Отдельные элементы песенного стиля композитора испытали влияние жанра якутской музыки дьиэрэтии ырыа, отличающегося свободной импровизационной структурой. В своих песнях Григорян использовал такие элементы этого жанра, как эпический зачин дьэ-буо и фальцетные призвуки кылысахи. Под влиянием этого жанра композитор также вводил в свою музыку переменные размеры и орнаментированные каденции.